# Општина Циркулане
Општина Циркулане (словен. Cirkulane) је једна од општина Подравске регије у држави Словенији. Седиште општине је истоимени градић Циркулане.

## Насеља општине
| - Брезовец - Велики Врх - Градишча - Грушковец - Долане - Мали Окич | - Медрибник - Меје - Парадиж - Похорје - Пристава - Слатина - Циркулане |